# Typha turcomanica
Typha turcomanica är en kaveldunsväxtart som beskrevs av Evgeniia Georgievna Pobedimova. Typha turcomanica ingår i släktet kaveldun, och familjen kaveldunsväxter. Inga underarter finns listade i Catalogue of Life.